# Fönsterbröstning

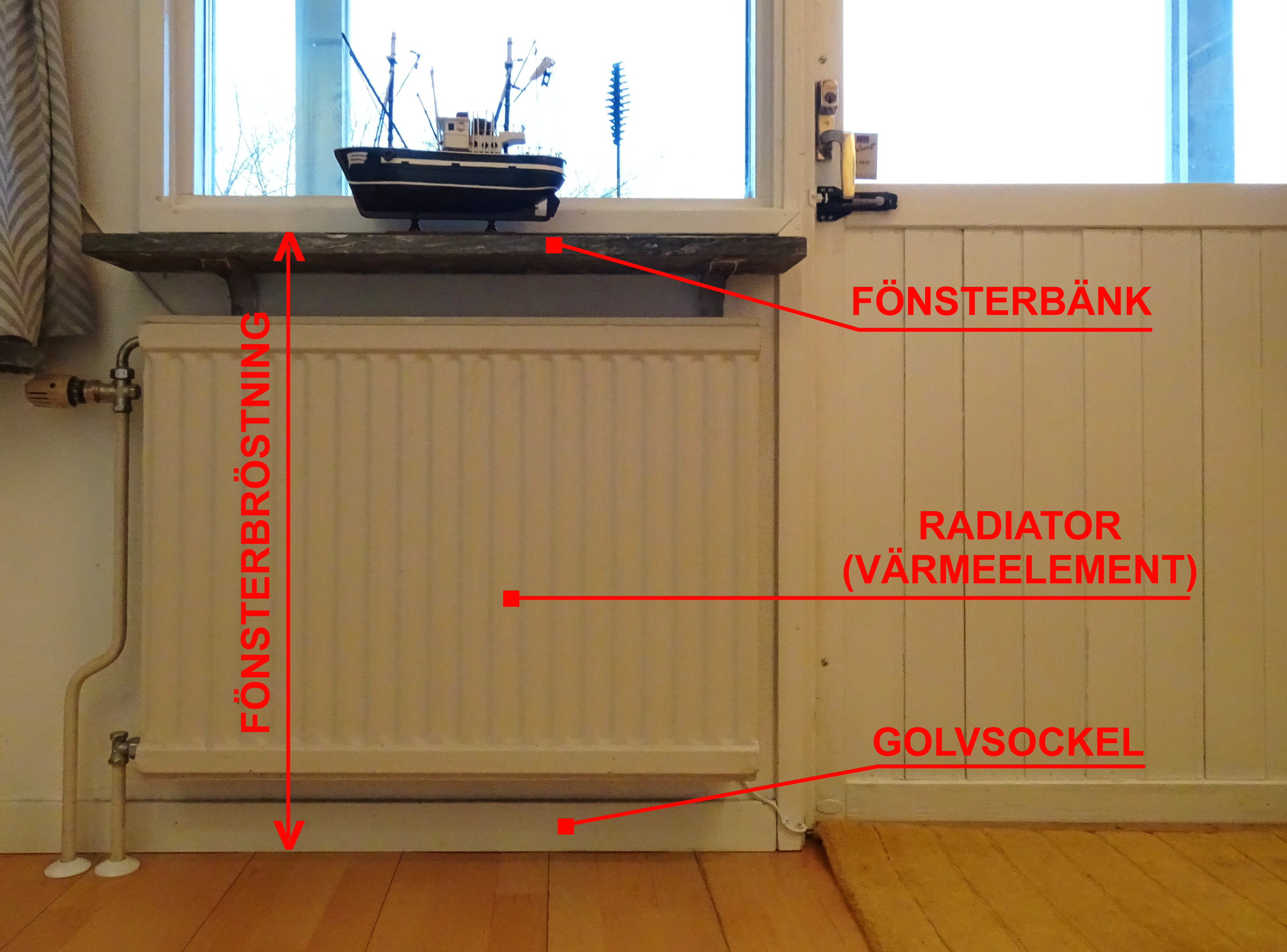
Fönsterbröstning, fönsterbänk, radiator.

Fönsterbröstning är ytan under fönsteröppningen, mellan fönsterkarmens underkant och det färdiga golvet. På fönsterbröstningen placerar man i regel radiatorn. Fönsterbröstningen avslutas upptill av fönsterbänken.